# NGC 3083
NGC 3083 is een spiraalvormig sterrenstelsel in het sterrenbeeld Sextant. Het hemelobject werd op 22 januari 1865 ontdekt door de Britse astronoom John Herschel.

## Synoniemen
- MCG 0-26-2
- ZWG 8.11
- PGC 28900